# إف. دونالد لوغان
إف. دونالد لوغان (بالإنجليزية: F. Donald Logan) هو مؤرخ ومدرس أمريكي، ولد في 9 مارس 1930 في بوسطن في الولايات المتحدة.